# 巴黎贝甜

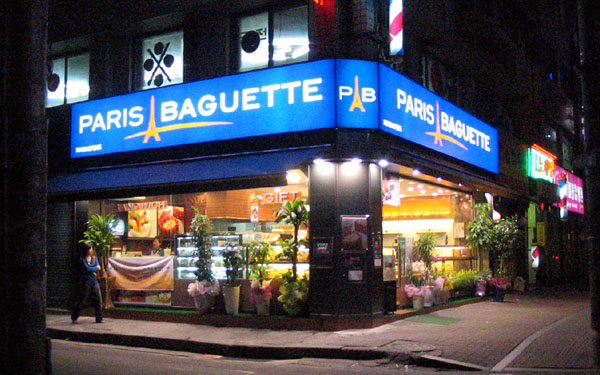
韩国首尔的一家巴黎贝甜店

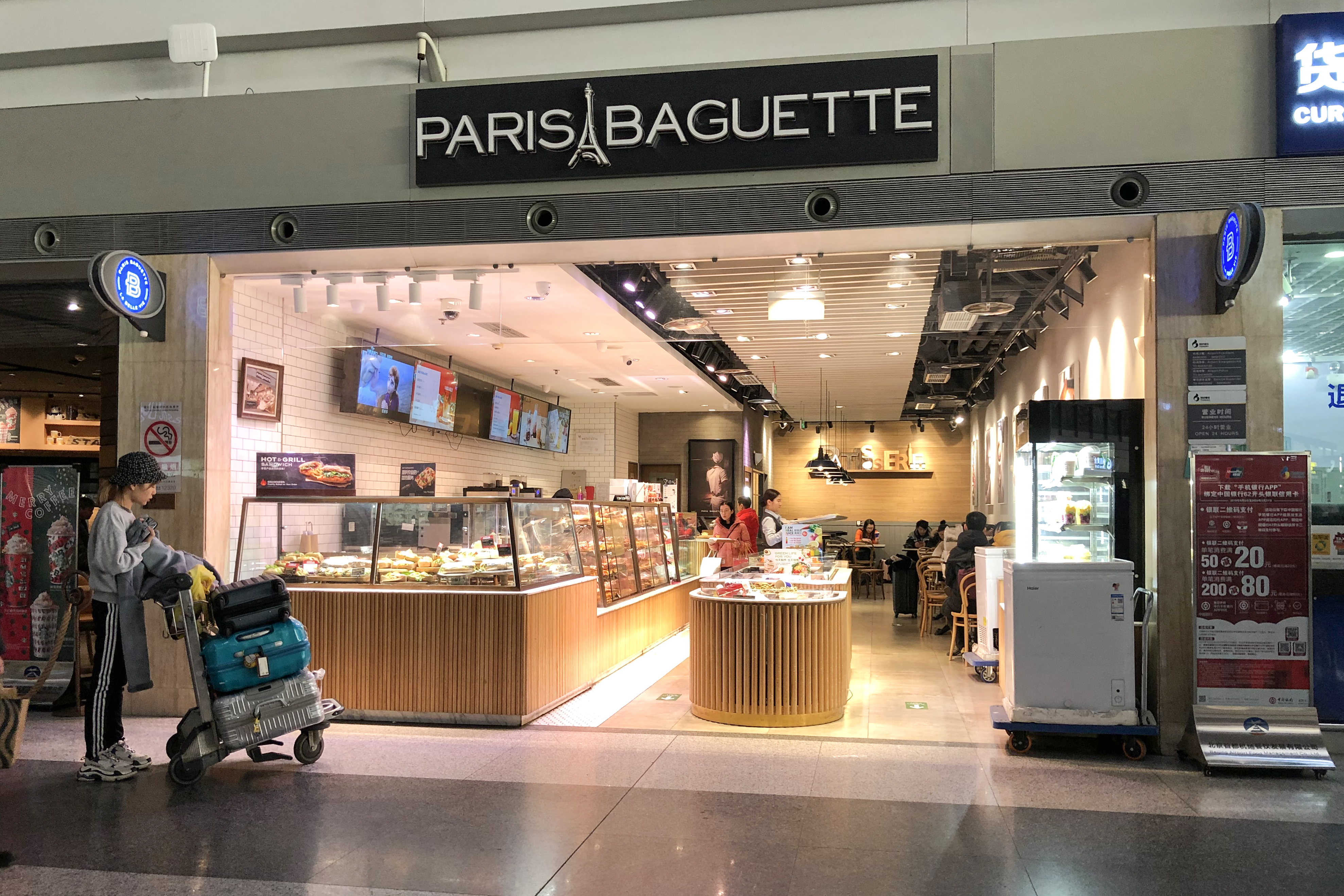
北京首都国际机场3号航站楼的一家巴黎贝甜店

巴黎贝甜是韩国大型食品连锁企业SPC集团旗下的一个烘焙品牌，主要经营法式面包、三明治、蛋糕、咖啡等，目前在韩国，美国，法国，中国，新加坡，越南拥有6000多家连锁店。

## 争议事件

### 上海工厂员工售面包遭罚
2022年上海封城期间，巴黎贝甜在封控期间封闭了上海工厂，并将部分因封控而无法回到住处的员工转移至其培训中心，并利用培训中心的设备及物流中心的原材料制作面包；但由于培训中心并未获得食品生产经营许可的相关资质，巴黎贝甜被没收违法所得5.85万元人民币，并被罚款58.5万元人民币。
消息一出便引发网民争议，许多上海民众表示在封控期间就是靠着团购巴黎贝甜的糕点度日，并称巴黎贝甜并未涨价，相较封控期间各种食品的恶意涨价、团购物资腐烂等行为，巴黎贝甜实属良心，不应被裁罰。

### 韩国员工死亡事故
2022年10月15日早上6点左右，在为巴黎贝甜提供原材料的SPC集团旗下SPL京畿平泽工厂中，一名连续工作10小时的女工被三明治酱料搅拌机夹死，但工厂在处理完遗体后，隔日就重新开机生产，且企业方在女工的葬礼靈堂上还送来两箱巴黎贝甜的面包作為慰問禮。此舉引发韩国网民批评为“人血面包”，以民主劳总为中心发起对该公司旗下各品牌进行抵制。
由于受到抵制、顧客数迅速下降，巴黎贝甜的韩国加盟商协会发表声明称：“市民社会的作用已经得到了充分的认可，但不应对品牌进行抵制，而应该开展确保劳动安全的社会运动。”